# Valle del Tammaro
La valle del Tammaro è una vallata dell'Italia meridionale situata tra Molise e Campania, nelle province di Campobasso e Benevento, originata dal fiume Tammaro, da cui prende il nome.
I comuni che ne fanno parte sono Sepino, Cercemaggiore, Cercepiccola, Mirabello Sannitico, San Giuliano del Sannio, Circello, Campolattaro, Casalduni, Castelpagano, Colle Sannita, Fragneto l'Abate, Fragneto Monforte, Morcone, Reino, Pesco Sannita, Sassinoro, Santa Croce del Sannio, Pago Veiano, San Giorgio La Molara, Molinara, San Marco dei Cavoti, Pietrelcina e Paduli, dove la vallata si apre la valle del Calore Irpino, in cui lo stesso Tammaro confluisce. L'estensione della vallata è di circa 904 km².
La valle è percorsa dal tratturo Pescasseroli-Candela, un'antica via della transumanza il cui tracciato ricalca parzialmente quello della via Herculia, una strada di epoca romana.